# 1957年の宝塚歌劇公演一覧
本項目では、1957年の宝塚歌劇公演一覧（1957ねんのたからづかかげきこうえんいちらん）について示す。

## 一覧
（）内は、作者または演出者名。

### 宝塚公演

#### 花組
- 1月1日 - 1月29日　宝塚大劇場
  - 『宝塚おどり絵巻』（内海重典　構成・演出、二世西川鯉三郎演出）　　
  - 『メリー・ウイドウ』（白井鐡造）

#### 星組
- 2月1日 - 2月26日　宝塚大劇場
  - 『乞食と殿様』（内海重典）
  - 『ブーケ・ド・パリ』（高木史朗）

#### 月組
- 3月1日 - 3月25日　宝塚大劇場
  - 『素晴らしき日曜日』（高木史朗）
  - 『源氏物語』（白井鐡造　構成・演出、小野晴通　脚本）

#### 雪組
- 3月27日 - 4月29日　宝塚大劇場
  - 『春の踊り』（白井鐡造　構成・演出、渡辺武雄　演出）

第一部：『花の歌舞伎』（菅沼潤　作）
第二部：『花のエキスプレス』（横澤英雄　作）

#### 花組
- 5月1日 - 5月30日　宝塚大劇場
  - 『春の踊り』（白井鐡造　構成・演出、渡辺武雄　演出）

第一部：『花の歌舞伎』（菅沼潤　作）
第二部：『花のエキスプレス』（横澤英雄　作）

#### 月組
- 6月1日 - 6月30日　宝塚大劇場
  - 『船遊女』（川端康成　脚本、西川鯉三郎　演出&振付、内海重典　演出、菅沼潤　脚色）
  - 『マンハッタン物語』（内海重典）

#### 星組
- 7月2日 - 7月30日　宝塚大劇場
  - 『夏と祭り』（鴨川清作　構成・演出）
  - 『ハワイ・コールス』（康本晋史　構成）
  - 『蒼い麦わら帽子』（高木史朗）

#### 雪組
- 8月1日 - 8月30日　宝塚大劇場
  - 『即興詩人』（白井鐡造　構成・演出、高崎邦祐　脚本）
  - 『モン・パリ－レビュ<30周年記念>』（白井鐡造　構成・演出）

#### 花組
- 9月1日 - 9月29日　宝塚大劇場
  - 『赤と黒<ジュリアン・ソレルの恋と人生>』（菊田一夫　脚本、高木史朗　演出）

#### 月組
- 10月1日 - 10月30日　宝塚大劇場
  - 『高校三年生』（内海重典）
  - 『秋の踊り<三都アルバム>』（白井鐡造　構成・演出、菅沼潤　脚本）

#### 星組
- 11月1日 - 11月24日　宝塚大劇場
  - 『若い人々』（内海重典）
  - 『秋の踊り<三都アルバム>』（内海重典　構成・演出、菅沼潤　脚本）

#### 月組
- 12月1日 - 12月25日　宝塚新芸劇場
  - 『唯ひとたびの』（高崎邦祐）
  - 『舞い込んだ神様』（植田紳爾、菅沼潤　演出）
  - 『青春誕生』（内海重典　構成・演出、宝塚文芸部　脚本・演出）

### 東京公演

#### 月組
- 1月1日 - 1月29日　東京宝塚劇場
  - 『初春宝塚花踊り』（白井鐡造）
  - 『インディアン・ラヴ・コール』（白井鐡造）

#### 花組
- 3月1日 - 3月28日　東京宝塚劇場
  - 『宝塚おどり絵巻』（内海重典　構成・演出）
  - 『メリー・ウイドウ』（白井鐡造）

#### 星組
- 3月30日 - 4月29日　東京宝塚劇場
  - 『乞食と殿様』（内海重典）
  - 『世之介と七人の女』（小西松茂　作、春日野八千代　演出）
  - 『ブーケ・ド・パリ』（高木史朗）

#### 雪組
- 5月30日 - 6月30日　東京宝塚劇場
  - 『ホリデー・イン・ハワイ』（横澤英雄　構成・脚本、渡辺武雄　演出）
  - 『源氏物語』（白井鐡造　構成・演出、小野晴通　脚本）

#### 月組
- 8月3日 - 9月1日　東京宝塚劇場
  - 『船遊女』（川端康成　脚本、西川鯉三郎・内海重典　演出、菅沼潤　脚本）
  - 『マンハッタン物語』（内海重典）

#### 雪組
- 11月1日 - 11月25日　東京宝塚劇場
  - 『即興詩人』（白井鐡造　構成・演出、高崎邦祐　脚本）
  - 『モン・パリ』（白井鐡造　構成・演出）

### 宝塚・東京以外の日本公演

#### 雪組
- 1月27日　神戸・新聞会館
  - 『四つのファンタジア』（白井鐡造）
  - 『棒しばり』（水田茂）
  - 『宝塚パレード』

#### 花組
- 2月9日 - 2月13日　松山、宇部、徳山
  - 『みにくい家鴨の子』（高木史朗）
  - 『三人片輪』（錢谷信昭）
  - 『レインボウ宝塚』（白井鐡造）

- 3月30日 - 4月7日　名古屋・毎日名古屋会館
  - 『みにくい家鴨の子』（高木史朗）
  - 『宝塚おどり絵巻』（内海重典　構成）
  - 『レインボウ宝塚』（白井鐡造）

#### 星組
- 5月9日 - 5月21日　岩国、三原
  - 『十三鐘』（小野晴通）
  - 『二人袴』（水田茂）
  - 『ブーケ・ド・パリ』（高木史朗）

- 5月25日 - 6月3日　犬山
  - 『十三鐘』（小野晴通）
  - 『二人袴』（水田茂）
  - 『ブーケ・ド・パリ』（高木史朗）

- 6月8日　洲本
  - 『十三鐘』（小野晴通）
  - 『二人袴』（水田茂）
  - 『ブーケ・ド・パリ』（高木史朗）

- 8月1日 - 8月7日　名古屋・名鉄ホール
  - 『宝三番叟』（天津乙女　改修）
  - 『夏と祭り』（鴨川清作　構成）
  - 『フォスター物語』（内海重典）

#### 花組
- 11月4日　北九州八幡
  - 『宝塚秋の踊り』

- 11月12日　徳島
  - 『宝塚秋の踊り』

#### 合同
- 12月1日 - 12月25日　大阪・梅田コマ劇場
  - 『花姿宝塚踊り』（白井鐡造）
  - 『年忘れ狸御殿』（高木史朗）

#### アイス公演
- 宝塚アイスショー　2月17日　軽井沢

- 宝塚アイス・レビュー　7月12日 - 7月15日　大阪・梅田リンク
  - 『イソップ物語』（白井鐡造　構成）
  - 『白鳥の湖』（大濱季子　振付）
  - 『バナナ・ボート』（渡辺武雄　構成）

### 第三回ハワイ公演
- 1957年4月11日日本出発、5月14日帰国。

公演日と公演地
- 4月18日（特別公演）、4月19日 - 23日（第1部）、4月24日 - 28日（第2部）　ホノルルのマッキンレー高校
- 4月29日（特別公演）　フォートシャフター兵営
- 5月1日・2日　マウイ島ボールドウイン講堂

演目
第1部：『娘道成寺』（水田茂　作、天津乙女　振付）、『宝塚花踊り』（白井鐡造　構成）
第2部：『鏡獅子』（水田茂　作、天津乙女　振付）、『花と人形』（高木史朗　作・演出）
参加者
- 団長：梅田健一

生徒：
- 天津乙女
- 神代錦
- 天城月江
- 黒木ひかる
- 大路三千緒
- 睦千世
- 明石照子
- 淀かほる
- 水代玉藻
- 鳳八千代

- 高殿ゆかり
- 高岡奈千子
- 峯京子
- 松島三那子
- 浜木綿子
- 夏ノ宮千世子
- 秩父美保子
- 若山かず美
- 藤里美保
- 内重のぼる

（生徒20名）